# Королевский синий
Королевский синий (традиционный) (#002366)
Королевский синий (цвет HTML) (#4169E1)
Королевский синий (нем. Königsblau, англ. Royal Blue) — название для двух оттенков лазури, светлого и тёмного.
В другом источнике сказано что в понимании Шопенгауэром фиолетового цвета его укрепляют следующие основания: 1) На кианометре Соссюра самый тёмный синий цвет называется Königsblau (синий королевский), который немыслим без Oeil de rouge (Красного ока). 

## История
Традиционный (тёмный) королевский синий был открыт портными из Сомерсета, сшившими для королевы Великобритании Шарлотты Мекленбург-Стрелицкой платье именно такого цвета. В других источниках указано что в красках минеральных, используемых при аппретировании тканей королевскою синью, кобальтовым стеклом (иначе шмальтою, смальта) называется калийное стекло, окрашенное в тёмно-синий цвет кобальто-калиевым силикатом. При его плавлении, гашении, отчего оно рассыпается в мелкий синий порошок, который затем подвергается измельчению и отмучиванию. Повторяя эти операции несколько раз, получают разные сорта продажной шмальты: королевская синь, кулёр, эшель, зумфэшель и тому подобное.
В XX веке более светлый лазурный цвет был также назван королевским синим и сделан одним из цветов HTML[стиль].

## Использование цвета и его названия
- Королевский синий — один из традиционных цветов чернил и чернильных картриджей.
- «Королевский синий» — название пассажирского поезда, ходившего по железной дороге «Балтимор и Огайо» между Вашингтоном и Нью-Йорком с 1890 года по 1961 год.

### В культуре

#### В музыке
- «Королевский синий» — название джазовой композиции, написанной Генри Манчини.
- Royal Blue — название композиции американской инди группы Milo Greene.

#### В спорте
- Королевский синий — цвет бейсбольного клуба «Канзас-Сити Роялс»[7].
- Королевский синий — традиционный цвет футбольных клубов «Бирмингем Сити»[8], «Челси», «Эвертон»[9], «Портсмут»[10], «Рейнджерс»[11] и «Северный Мельбурн»[12]. «Die Königsblauen» (с нем. — «Королевские синие») — прозвище членов футбольного клуба Шальке 04[13].
- Королевский синий — цвет футбольных клубов «Нью-Йорк Джайентс» и «Индианаполис Колтс»[14].